# Plaça del Pi
La plaça del Pi està situada al barri homònim de Ciutat Vella de Barcelona, davant de la basílica de Santa Maria del Pi. És un espai pla comprès entre dues rieres i el vell camí romà, l'actual carrer de la Boqueria, que sortia de la ciutat pel costat de ponent, caracteritzat per un pi singular.

## Descripció
Segons la tradició popular, en temps de la invasió sarraïna el mar arribava fins aquestes alçades, i precisament en aquests contorns hi havia un barri de pescadors que van posar una forta resistència a la invasió. Quan va haver passat el flagell de la guerra i els temps van ser més tranquils, un d'aquells mariners, supervivent de la lluita, va trobar a la copa d'un pi una imatge de la Mare de Déu a la qual va ser dedicada, al mateix lloc del descobriment, una capella que amb el temps ha esdevingut l'actual temple. El pi va haver de ser substituït per un altre que perpetués el record, el qual va arribar a tenir tanta ufanor que la seva copa es veia per sobre dels edificis. Aquest gran pi romania fins que va tenir lloc la invasió francesa quan un soldat napoleònic va travessar-li el tronc amb una baioneta i va morir. Més tard va ser plantat un altre pi i un altre fins a arribar a l'actual, com a mostra de la tenacitat amb què s'intenta salvar el valor espiritual de la llegenda.
A més de l'església del Pi, en aquesta plaça s'aixeca la casa de l'antic gremi de revenedors, la façana de la qual va ser decorada amb esgrafiats, ja gairebé esvaïts. Té a més una fornícula que, fins a l'any 1936, va contenir una imatge de l'arcàngel sant Miquel, patró del gremi. Els revenedors van tenir a la seva capella de l'església del Pi un retaule amb magnífiques pintures del segle xv, de Jaume Huguet, del qual es conserven cinc retaules al Museu Nacional d'Art de Catalunya. Tenien també un pas de la processó de Setmana Santa, obra de l'escultor Damià Campeny, del segle xix.
Al costat de la plaça del Pi, a la de Sant Josep Oriol, es troba una estàtua sedent de bronze d'Àngel Guimerà, rèplica fidel de la que hi ha situada davant del Teatre Guimerà de Santa Cruz de Tenerife.